# 봉림산문
봉림산문(鳳林山門) 또는 봉림산파(鳳林山派)는 신라 말기와 고려 초기에 성립된 선종 구산의 하나이다.
봉림사는 현재 경상남도 창원시에 위치한다. 신라 효공(孝恭)왕 때 개산하였다. 개산조 현욱(玄昱, 혹은 玄育 · 玄旭이라 한다)은 입당구법하여 마조의 제자 장경회휘(章敬懷揮)로부터 심법(心法)을 받아 귀국하였다. 처음에는 광주(廣州)에 있는 혜목산(惠目山) 고달원(高達院)에 주하면서 선풍을 대자(大慈)하였다. 또한 현욱은 민애 · 신무 · 헌안 · 경문 등 역대왕의 귀의를 받고 크게 종풍을 떨치다가 경문왕 10년(870)에 82세로 세상을 떠났다.
현욱의 제자 중 심희가 스승의 유지를 받들어 봉림산사(鳳林山寺)를 창건하여 종풍을 빛내니 봉림산파의 칭호를 받게 되었다. 심희는 혜목산에서 수선하는 현욱을 찾아 득도하고 계승전법한 것이다.
심희의 제자에 경질(景質) · 융제(融諦) 등 500여 인이 있었는데, 융제는 심희에게 사법(嗣法))한 이후 달성군 팔공산 삼랑사(三朗寺)에 주하면서 봉림산의 종풍을 날렸으며, 융제의 제자 찬유(璨幽)는 경문왕 9년(869)에 출생하여 13세에 출가하고 22세에 구족계를 받았다. 진성여왕 5년(891)에 입당하여 석두(石頭)의 법손 대동투자(大同投子)선사로부터 인가를 받아가지고 귀국하여 고려 태조의 숭앙을 받아 봉림파를 튼튼히 하였다.

## 참고 문헌
- 이 문서에는 다음커뮤니케이션(현 카카오)에서 GFDL 또는 CC-SA 라이선스로 배포한 글로벌 세계대백과사전의 내용을 기초로 작성된 글이 포함되어 있습니다.